# Philip James
Philip Frederick Wright James, né le 17 mai 1890 à Jersey City et mort le 1er novembre 1975 à Southampton, est un organiste, compositeur, pédagogue musical et chef d'orchestre américain.

## Biographie
Philip James fait ses premières études musicales avec sa sœur aînée qui lui apprend les bases de la musique. En parallèle, il est enfant de chœur dans des églises épiscopaliennes du New Jersey.
Il étudie la composition avec Rubin Goldmark et Rosario Scalero et l'orgue avec J. Warren Andrews.
Il est engagé dans l'armée de terre lors de la Première Guerre mondiale. À l'armistice, il devient chef de la musique militaire de l'American Expeditionary Forces. En parallèle, il prend aussi des cours auprès de Joseph Bonnet et Alexandre Guilmant à Paris.
En 1923, il commence à enseigner la musique à l'Université de New York, et devient président du département musique en 1933.
Après son retour aux États-Unis, il est engagé à divers postes d'organistes et de chef de chœur dans plusieurs églises de New York, tout en dirigeant de nombreuses troupes lyriques et orchestres symphoniques. Il dirige notamment la Victor Herbert Opera Company de 1919 à 1922, l'Orchestre symphonique du New Jersey de 1922 à 1929, la Brooklyn Orchestra Society de 1927 à 1930, la Bamberger Little Symphony de 1929 à 1936. Il est élu membre de l'Académie américaine des arts et des lettres en 1933.
Il remporte plusieurs prix, dont un pour sa suite d'orchestre Station WGZBX, donné par la National Broadcasting Company.
Il se retire de la vie publique en 1955.

## Œuvres
Philip James écrit beaucoup de musique chorale, d'hymnes, de mélodies et des pièces pour piano. Parmi ses œuvres, on trouve notamment :

### Musique de scène
- Judith (1927, création le 18 février 1933 à New York), lecture dramatique avec ballet et orchestre de chambre.

### Musique orchestrales
- Overture in Olden Style on French Noëls (1926, révisé en 1929, création le 23 février 1930 à New York) ;
- Sea Symphony (1928, création le 14 juillet 1960 à Francfort), pour baryton-basse et orchestre ;
- Song of the Night (1931, création le 15 mai 1938 à New York), poème symphonique ;
- Station WGZBX (1932, création le 1er mai 1932 par l'Orchestre symphonique de la NBC), suite satirique ;
- Suite pour cordes (création le 28 avril 1934 à l'Université de New York) ;
- Gwalia, a Welsh Rhapsody (création le 14 novembre 1935 à New York) ;
- Bret Harte Overture no 3 (création le 20 décembre 1936 à New York) ;
- Brennan on the Moor (création le 28 novembre 1939 à New York), pour orchestre de chambre ;
- Sinfonietta (création le 10 novembre 1941 à New York, révisée en 1943) ;
- Perstare et Perstare (création le 10 juin 1942 à New York), pour orchestre d'harmonie, arrangé pour orchestre en 1946 ;
- Symphonie no 1 (1943, révisée en 1961) ;
- Suite pour cordes no 1 (1943, création le 5 septembre 1946 à Saratoga Springs) ;
- E. F. G. Overture (1944, création le 13 juin 1945 à New York) pour orchestre d'harmonie ;
- Symphonie no 2 (1946, création le 7 mai 1966 à Rochester) ;
- Miniver Cheevy, pour récitant et orchestre (création le 9 septembre 1947 à Saratoga Springs) ;
- Richard Cory, pour récitant et orchestre (création le 9 septembre 1947 à Saratoga Springs) ;
- Chaumont (1948, création le 2 mai 1951 à New York), poème symphonique pour orchestre de chambre ;
- Fanfare and Ceremonial (1955, révisé en 1962, création le 20 juin 1956 à New York).

### Musique de chambre
- Quatuor à cordes (1924, révisé en 1939) ;
- Suite pour quintette à vent (1936) ;
- Quatuor avec piano (1937, révisé en 1948).

### Cantates
- The Nightingale of Bethlehem (1920, révisée en 1923) ;
- Shirat Ha-Yam (1920, révisée en 1933 et 1958) ;
- Chorus of Shepherds and Angels (1956) ;
- To Cecilia (1966), pour chœur et orchestre de chambre

### Musique chorale
- Song of the Future (1922), pour chœur mixte a cappella ;
- Missa Imaginum (1929) pour chœur mixte et orchestre ;
- William Booth Enters into Heaven (1932) pour ténor, voix d'hommes et orchestre de chambre ;
- World of Tomorrow (1938), pour chœur mixte et orchestre ;
- Psaume 150 (1940, révisé en 1956), pour chœur mixte et orchestre ;

### Musique pour orgue
- Méditation à sainte Clotilde (1915) ;

- Dithyramb (1921) ;
- Fête (1921) ;
- Sonate no 1 (1929) ;
- Pantomime (1941) ;
- Galarnad (1946) ;
- Novelette (1946) ;
- Solemn Prelude (1948) ;
- Alleluia-Toccata (1949) ;
- Pastorale (1949) ;
- Requiescat in pace (1949, révisé en 1955) ;
- Passacaglia on an Old Cambrian Bass (1951), arrangé pour orchestre en 1956 et pour orchestre d'harmonie en 1957 ;
- Sortie (1973).